# Phan Thanh Bình
Phan Thanh Bình (Lai Vung, 1º novembre 1986) è un calciatore vietnamita, attaccante del Đắk Lắk.

## Carriera

### Club
Comincia a giocare al Đồng Tháp. Nel 2009 passa all'HAGL. Nel 2011 si trasferisce al Long An. Nel 2013 si accasa all'An Giang. Nel 2015 viene acquistato dal Đắk Lắk.

### Nazionale
Ha debuttato in Nazionale nel 2003. Ha messo a segno le sue prime due reti con la maglia della Nazionale il 27 settembre 2003, in Vietnam-Nepal (5–0). Ha messo a segno una quaterna il 17 gennaio 2007, nell'amichevole Vietnam-Laos (9–0). Ha partecipato, con la Nazionale, alla Coppa d'Asia 2007. Ha collezionato in totale, con la maglia della Nazionale, 32 presenze e 13 reti.